# John Russell (4e duc de Bedford)
Pour les articles homonymes, voir John Russell.
John Russell, 4e duc de Bedford, né le 30 septembre 1710 à Streatham (mainenant dans le borough londonien de Lambeth) et mort le 5 janvier 1771 à Woburn (dans le Bedfordshire), est un homme politique et diplomate britannique du XVIIIe siècle.
Il est le quatrième fils de Wriothesley Russell (2e duc de Bedford), par son épouse, Elizabeth, fille et héritière de John Howland de Streatham. Il est connu comme lord John Russell.

## Mariage
Il se marie en octobre 1731 à lady Diana Spencer, fille de Charles Spencer. Il devient duc de Bedford après la mort de son frère un an plus tard. Sa femme meurt en 1735.
Il se remarie en avril 1737 avec lady Gertrude Leveson-Gower († 1794) et a :
- Francis Russell.

## Vie politique
Hostile au parti de Robert Walpole, il devient en novembre 1744, Premier Lord de l'Amirauté dans le gouvernement de Henry Pelham, puis de février 1748 à juin 1751 secrétaire d'État. Il forme un parti au sein de la composante des Whigs qui est hostile au gouvernement du duc de Newcastle, frère d'Henry Pelham qui lui succède, et il  précipite sa chute en novembre 1756. Néanmoins, ce dernier revient au gouvernement en juillet 1757, et le duc de Bedford reçoit l'office de Premier Lord Lieutenant d'Irlande, qui correspond à un rôle de gouverneur.
Il revient à Londres en mars 1761, où il soutient le parti du nouveau roi, George III, mené par Lord Bute, qui cherche à conclure la Guerre de Sept Ans. lord du sceau privé au sein du gouvernement de Newcastle, puis du Gouvernement de Lord Bute, qui lui succède le 26 mai 1762, Il est envoyé comme plénipotentiaire extraordinaire afin de négocier la fin de la guerre de Sept Ans à Versailles. Il négocie avec le duc de Choiseul pour la France et le marquis de Grimaldi pour l'Espagne et conclut le 10 février 1763 le traité de Paris. À la suite de la démission de Lord Bute après la réalisation de la paix, il refuse de prendre part au gouvernement de George Grenville. Acceptant finalement une place de Secrétaire d'État, il démissionne en 1765.

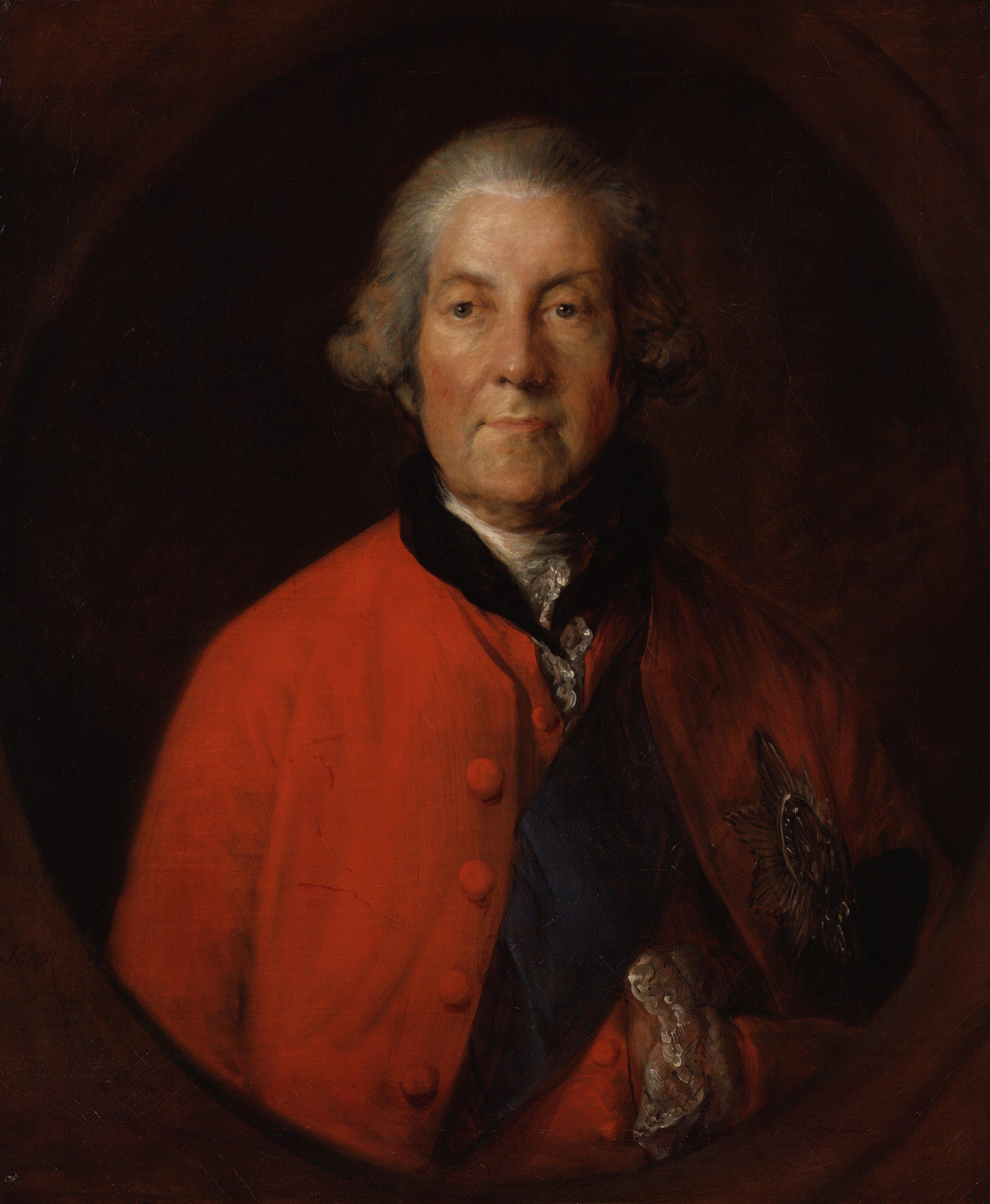
John Russell, v. 1770
par Thomas Gainsborough
National Portrait Gallery.

## Retrait politique
Il est toujours actif dans la vie politique britannique même si ses partisans rejoignent souvent les gouvernements successifs. Son parti ne survivra cependant pas à la maladie qui le paralyse partiellement en 1770. Il meurt le 5 janvier 1771.